# Degener & Co
Degener & Co. est un éditeur spécialisé dans la généalogie, l'héraldique et l'histoire basé à Insingen près de Rothenburg ob der Tauber. Elle est fondée à Leipzig en 1910 par Herrmann A. L. Degener et est basée à Neustadt an der Aisch jusqu'en 2005.

## Programme de publication
Le programme d'édition comprend des séries de publications et de livres sur les sujets de la généalogie, de l'héraldique, de l'histoire générale, de l'histoire régionale bavaroise, franconienne et silésienne, de l'histoire de l'Église, de l'histoire de l'art ainsi que des bibliographies et encyclopédies correspondantes avec environ 1 000 titres dans plus de 50 séries et de nombreuses œuvres individuelles.
Les séries les plus connues incluent la compilation généalogique Deutsches Familienarchiv, le  Genealogische Jahrbuch, le Schlesische Lebensbilder, la revue allemande d'études familiales Genealogie et le Familienkundliche Nachrichten (FaNa) avec des annonces de recherche privées. La maison d'édition publie les revues généalogiques Mitteldeutsche Familienkunde (jusqu'en 1992, alors Zeitschrift für mitteldeutsche Familiengeschichte) de l'AMF (de) et Ostdeutsche Familienkunde (de) (jusqu'en 2009, aujourd'hui Zeitschrift für Ostdeutsche Familiengeschichte) de l'AGoFF (de).

## Groupe d'édition
Le groupe éditorial comprend :
- Degener & Co., fondée à Leipzig en 1910
- Bauer & Raspe, éditeurs des livres d'armoiries Siebmacher depuis 1604
- Heinz-Reise-Verlag, anciennement Göttingen

## Pour approfondir